# Налоговое планирование
Налоговое планирование — законные действия налогоплательщика направленные на уменьшение его расходов на уплату налогов, сборов, пошлин и других обязательных платежей.

## Сущность налогового планирования
Налоговое планирование (НП) представляет собой одну из важнейших составных частей финансового планирования (управления финансами) организации.
Сущность НП заключается в том, что каждый налогоплательщик имеет право использовать допустимые законом средства, приемы и способы для максимального сокращения своих налоговых обязательств. НП можно определить как планирование финансово-хозяйственной деятельности организации с целью минимизации налоговых платежей. Оно может быть как индивидуально направленным и носить адресный характер, так и применяться в финансово-хозяйственной деятельности широкого круга хозяйствующих субъектов.
Оптимизация является более широким понятием и включает в себя минимизацию. Термин «минимизация налогов» несколько неудачен в том смысле, что абсолютная минимизация налогов достигается при полном прекращении хозяйственной деятельности налогоплательщика.
Оптимизация налогов предполагает увеличение финансовых результатов при экономии налоговых расходов, а также решает задачу не допустить большей динамики роста налоговых платежей по сравнению с динамикой роста выручки предприятия. При оптимизации налогов могут решаться и иные финансовые задачи, далекие от минимизации. Например, формирование в отчетном периоде существенной прибыли для привлечения новых кредитов и акционеров. Для указанного случая оптимизация налогов коснется не только отчетного периода, но и следующего за ним. В понятие оптимизации также входит работа по предотвращению чрезвычайно большого, по сравнению с обычным уровнем, налогообложения вследствие ошибок в оформлении сделок.

## Цели
Основными целями НП являются оптимизация налоговых платежей, минимизация налоговых потерь по конкретному налогу или по совокупности налогов, повышение объема оборотных средств предприятия и, как результат, увеличение реальных возможностей для дальнейшего развития организации, для повышения эффективности её работы. За счет облегчения налогового бремени путём изыскания наиболее рациональных способов снижения налоговых обязательств организации получают дополнительные возможности для максимального увеличения доходности финансово-хозяйственной деятельности и для дальнейшего эффективного развития производства.

## Этапы
Составными частями (этапами) НП являются:
- определение главных рисков;
- анализ проблем и постановка задач;
- определение основных инструментов, которые может использовать организация;
- осуществление финансово-хозяйственной деятельности в соответствии с разработанной схемой.

## Определение главных рисков
Под рисками налоговой оптимизации понимаются возможности понести финансовые потери, связанные с этим процессом. Общие риски минимизации налогов можно оценить как совокупность возможных прямых потерь (убытков) налогоплательщика при налоговом контроле, включая взыскание недоимок и штрафов, а также возможные предстоящие расходы на урегулирование негативной ситуации. Налоговыми рисками являются:
- риски налогового контроля
- риски усиления налогового бремени
- риски уголовного преследования

Для определения вероятных налоговых рисков составляют так называемую «карту налоговых рисков». Это инструмент оценки всех вероятных рисков налогоплательщика. Подобный алгоритм обеспечивает оперативность анализа всех факторов, порождающих налоговые угрозы. В дальнейшем результаты сопоставляются и оцениваются, что приводит к формированию итогового мнения об отсутствии или наличии тех или иных фискальных угроз, вероятности их реализации и тенденциях последующего развития..

## Анализ проблем и постановка задач
Содержанием этого этапа НП являются изучение (анализ) налоговых проблем организации и постановка задачи, в соответствии с которой затем подбираются инструменты и разрабатываются схемы НП. Налоговый анализ включает, в частности, определение особенностей организации финансово-хозяйственной деятельности хозяйствующего субъекта, формирование налогового поля (перечень основных налогов, которые надлежит уплачивать, их ставки, размеры, распределение между бюджетами различных уровней и льготы), анализ системы договорных отношений и типичных хозяйственных ситуаций (в том числе бухгалтерских записей), оценку суммы налоговых обязательств в текущих условиях хозяйствования и др.
В качестве задачи налогового планирования может выступать минимизация налоговых потерь организации по какому-либо конкретному налогу или сбору; по совокупности налогов, исчисляемых на базе одного и того же объекта налогообложения (например, оборотных налогов с выручки); по всей совокупности налогов и сборов, плательщиком которых является организация, и т. д.

## Инструменты
Действующее налоговое законодательство предоставляет хозяйствующим субъектам ряд возможностей для практической реализации НП.
Инструменты НП — налоговые льготы, специальные налоговые режимы, зоны льготного налогообложения на территории Российской Федерации и за рубежом, соглашения об избежании двойного налогообложения и т. д., позволяющие практически реализовать предусмотренные законодательством наиболее выгодные с позиций возникающих налоговых последствий условия хозяйствования.
В качестве основных инструментов НП можно выделить следующие:
1. Налоговые льготы, предусмотренные налоговым законодательством (например, льготы по налогу на имущество организаций, работниками которых являются инвалиды, если их численность составляет более 50 %).
2. Оптимальная с позиций налоговых последствий форма договорных отношений (например, реализация продукции самостоятельно или через комиссионера; производство готовой продукции из собственного сырья или из давальческого сырья).
3. Цены сделок (например, увеличение покупных или снижение продажных цен по сделкам с контрагентами).
4. Отдельные элементы налогообложения (например, дифференциация налоговых ставок по прибыли (доходу) у индивидуальных предпринимателей и у юридических лиц).
5. Специальные налоговые режимы, предусмотренные ст.18 Налогового кодекса Российской Федерации (НК РФ), и особые системы налогообложения (например, упрощенная система налогообложения субъектов малого предпринимательства, система налогообложения в свободных экономических зонах, единый налог на вмененный доход).
6. Льготы, предусмотренные соглашениями об избежании двойного налогообложения и иными международными договорами и соглашениями применяемые в рамках международного налогового планирования (международное налоговое планирование – деятельность компании направленная на сокращение своих налоговых обязательств посредством ведения различных частей бизнеса в различных юрисдикциях, дающих согласно законодательству этих стран те или иные налоговые льготы).
7. Проектные компании или компании SPV, созданные для управления финансовыми потоками.
8. Элементы бухгалтерского учета в целях налогообложения, учетная политика в целях налогообложения (например, метод определения выручки от реализации «по оплате» или «по отгрузке», оценка материально — производственных запасов и расчет их фактической себестоимости при списании в производство, порядок переоценки основных средств, наличие или отсутствие резервов предстоящих расходов и платежей).

## Создание схемы налогового планирования
При осуществлении НП организация создает определенную схему, в соответствии с которой она планирует осуществлять финансово — хозяйственную деятельность. Основная задача организации при этом состоит в том, чтобы правильно применить и сгруппировать используемые инструменты НП с целью построения системы, позволяющей реализовать задачи НП наилучшим образом. Схема НП представляет собой оптимальную структуру организации хозяйственной деятельности хозяйствующего субъекта, выработанную с учетом соответствующих требований законодательства в качестве варианта оптимизации налогообложения согласно поставленным целям.
При осуществлении НП необходимо учитывать вероятность изменений в налоговом законодательстве, которые могут быть связаны с тенденциями в развитии налоговой политики, установлением новых форм и режимов налогообложения, корректировок налоговых ставок, отменой налоговых льгот и т. д. Оценка этой вероятности должна производиться на основе имеющейся информации с учетом существующих тенденций налоговой теории и политики.
Обычно изменения, которым подвергается налоговое законодательство, вступают в силу не сразу после принятия соответствующих документов, а по истечении определенного периода времени (вплоть до нескольких лет). Таким образом, сотрудники организации, создающие схемы налогового планирования, могут заранее ознакомиться с нормативными правовыми актами и понять, какие налоговые выгоды можно извлечь из их применения.
Самый ответственный период для создания новых схем налогового планирования — последние недели перед началом нового года, так как большинство изменений, способных выгодно оптимизировать налогообложение, вступают в силу с 1 января каждого года. В некоторых случаях требуется изменить те или иные положения учетной политики организации в целях налогообложения.